# Пјангајано (Бергамо)
Пјангајано је насеље у Италији у округу Бергамо, региону Ломбардија.
Према процени из 2011. у насељу је живело 1556 становника. Насеље се налази на надморској висини од 354 м.